# Georgi Denev
Georgi Nikolov Denev (en bulgare : Георги Никoлoв Денев), né le 18 avril 1950 à Lovetch en Bulgarie, est un footballeur international bulgare qui évoluait au poste de milieu de terrain, avant de devenir ensuite entraîneur.

## Biographie

### Carrière de joueur

#### Carrière en club
Georgi Denev commence sa carrière avec les clubs du Karpachev Lovetch et du Spartak Pleven. En 1969, sa carrière décolle, il est en effet transféré au CSKA Sofia, l'un des grands clubs du pays. Il évolue avec le CSKA pendant 10 saisons, de 1969 à 1979.
Son bilan en championnat avec le CSKA s'élève à 237 matchs joués, pour 78 buts marqués. Il participe régulièrement aux compétitions européennes avec le CSKA, disputant 16 matchs en Coupe d'Europe des clubs champions (3 buts), et 6 matchs en Coupe de l'UEFA.
Il inscrit son premier but en Coupe d'Europe des clubs champions le 19 septembre 1973, contre le club autrichien du SSW Innsbruck (premier tour, victoire 3-0 à Sofia). Il marque son deuxième but le 20 mars 1974, contre le Bayern Munich à domicile lors des quarts de finale (défaite 2-1). Son dernier but en Coupe d'Europe est inscrit le 16 septembre 1975, contre la Juventus de Turin (victoire 2-1 à domicile lors du premier tour).
Avec le CSKA, il remporte cinq championnats de Bulgarie, et trois Coupes de Bulgarie.
Après son passage au CSKA, Georgi Denev joue pendant deux saisons en Grèce, avec l'Ethnikós Le Pirée, puis évolue deux saisons au sein du championnat chypriote, avec l'Aris Limassol. Il met un terme à sa carrière de joueur en 1983.

#### Carrière en sélection
Georgi Denev joue 49 matchs et inscrit 10 buts en équipe de Bulgarie entre 1970 et 1979. Toutefois, certaines sources indiquent seulement 41 matchs et 9 buts en équipe nationale.  
Il joue son premier match en équipe nationale le 15 novembre 1970, contre la Norvège, dans le cadre des éliminatoires de l'Euro 1972 (match nul 1-1 à Sofia). Il joue son dernier match le 28 mars 1979, en amical contre l'Union soviétique (défaite 3-1 à Simferopol).
Il inscrit son premier but en sélection le 11 octobre 1972, lors d'un match amical contre la Yougoslavie (victoire 2-1 à Sofia). Il marque son deuxième but le 19 novembre 1972, contre Chypre, dans le cadre des éliminatoires du mondial 1974 (victoire 0-4 à Lysi).
Par la suite, le 28 janvier 1973, il inscrit un doublé contre cette même équipe de Chypre (victoire 0-3 en amical à Lysi). Puis, le 2 mai 1973, il inscrit un but contre le Portugal, à nouveau dans le cadre des éliminatoires du mondial 1974 (victoire 2-1 à Sofia). Il marque encore un but lors de ces mêmes éliminatoires, le 18 novembre 1973, une nouvelle fois contre l'équipe de Chypre (victoire 2-0 à Sofia). 
Le 8 février 1974, il marque un but lors d'un déplacement amical contre l'équipe du Koweït (victoire 1-3). Il est ensuite l'auteur d'un doublé contre la Grèce, lors d'une rencontre rentrant dans le cadre des éliminatoires de l'Euro 1976, qui se solde par un match nul (3-3) à Sofia. Son dernier but intervient le 11 juin 1975, contre Malte, lors de ces mêmes éliminatoires (victoire 5-0 à domicile).
Le sélectionneur Hristo Mladenov le retient dans le groupe des 22 joueurs appelés à disputer la Coupe du monde de 1974. Georgi Denev joue trois matchs lors du mondial organisé en Allemagne : contre la Suède, l'Uruguay, et les Pays-Bas.
Il est à deux reprises capitaine de la sélection bulgare en 1978, lors de matchs amicaux contre le Pérou et le Mexique.

### Carrière d'entraîneur
Il dirige les joueurs du Litex Lovetch pendant deux saisons, de 1994 à 1996.

## Palmarès
CSKA Sofia
- Championnat de Bulgarie (5) :
  - Champion : 1970-71, 1971-72, 1972-73, 1974-75 et 1975-76.
  - Vice-champion : 1969-70, 1973-74, 1976-77, 1977-78 et 1978-79.

- Coupe de Bulgarie (3) :
  - Vainqueur : 1971-72, 1972-73 et 1973-74.
  - Finaliste : 1969-70, 1975-76 et 1977-78.